# Угоне I (Арборея)

Юдикат Арборея на карте средневековой Сардинии

Угоне I (Уго) (итал. Ugone I di Arborea, Ugo Ponce de Bas; 1178 — 1211) — виконт Баса (Каталония), судья Арбореи с 1185 года.
Сын Уго де Баса (ум. 1185) и Синиспеллы ди Лакон-Серра. От отца унаследовал виконтство Бас. По матери приходился внуком Баризоне II — судье Арбореи.
В 1185 году, в семилетнем возрасте, при поддержке Адальбурсы — вдовы Баризоне II был провозглашён судьёй Арбореи (регент — Рамон де Торроха, шурин Адальбурсы).
На власть в юдикате претендовал Пьетро ди Серра — старший сын Барисоне II от его первой жены, которого поддерживала Пиза. В 1192 году было достигнуто соглашение, согласно которому Угоне и Пьетро объявлялись соправителями.
В 1195 году Арборею захватил Гульельмо ди Масса — судья Кальяри. Пьетро ди Серра и его сын, будущий судья Баризоне III, попали в плен. Угоне I бежал в Геную и продолжал называть себя королём Сардинии.
Управление виконтством Бас Угоне в своё время передал сначала Понсу III (ум. 1194) — своему дяде (брату отца), потом его сыну Педро III. В 1198 г. он затребовал назад свои каталанские владения, выплатив Педро III компенсацию.
В 1206 году Угоне женился на Прециозе — дочери Гульельмо ди Масса, и вернулся в Арборею. Регентом виконтства Бас он оставил Уго III — сына Рамона де Торроха. Его власть в Арборее была номинальной — фактическим правителем продолжал оставаться его тесть.
Угоне умер в 1211 году. Ему наследовал сын — Пьетро II.